# Le Cheval de Troie (roman)
Pour les articles homonymes, voir Cheval de Troie (homonymie).
Le Cheval de Troie est, après Antoine Bloyé (1933) et avant La Conspiration (1938), le second roman, toujours largement autobiographique, de Paul Nizan. Il a été publié en 1935 aux éditions Gallimard, qui l'a réédité dans sa collection L'Imaginaire en 1994, puis de nouveau en 2005, pour le centenaire de la naissance de l'écrivain, dans la même collection, augmentée d'une préface inédite de Pascal Ory : « Voici un livre déplaisant, troublant, et scandaleusement méconnu. S'il y avait une justice littéraire, il devrait être mis au niveau de La Nausée, de L'Étranger, de La Condition humaine ; il ne l'est pas : il n'y a pas de justice littéraire. »
Ailleurs, le biographe de Nizan écrit, à propos de cette œuvre : « Roman en apparence le plus sectaire de son auteur, Le Cheval de Troie réussit à être aussi, et d'abord, celui où l'analyse psychologique du fascisme et la dénonciation sociale de l'aliénation féminine sont poussées le plus loin ».

## Résumé
Un groupe de militants communistes à Villefranche, dans le sillon rhodanien, en juin 1934. Les événements d'Espagne sont là, Hitler est au pouvoir, les ligues fascistes battent le pavé de Paris et des villes françaises, et ce n'est pas encore le Front populaire, ses espoirs seulement sans doute. Aujourd'hui c'est dimanche, jour de pause dans les luttes. Mais on retrouve bientôt le groupe de militants, ouvriers et intellectuels, anarchistes et communistes, hommes et femmes, dans leurs préoccupations, et des personnages qui ne sont pas toujours précisément du même côté. Dans la seconde partie, le dimanche suivant: avortement clandestin qui tourne mal, tandis que se déroulent des affrontements dans les rues de la petite ville entre fascistes, communistes et gendarmes, qui laissent un mort parmi les camarades. La vie continue pourtant avec cet horizon déjà clair pour tous que la guerre est pour bientôt, mais sur le chemin des espérances.

## Éléments d'analyse
La rigueur raffinée de l'écriture dans ce roman ouvrier est constante et confère une grande dignité morale aux personnages. Elle sait se faire sensuelle dans la description des corps des hommes et des femmes, cinématographique dans les descriptions d'une petite ville de province faussement paisible avec ses demeures bourgeoises, ses longs murs de couvent, ses quartiers industriels, intelligente dans les débats qui traversent les chapitres, et toujours dans une juste distance avec le pathétique. Ainsi le chapitre sur la mort de Catherine à la suite de son avortement, où le narrateur nous fait vivre l'hémorragie de l'intérieur d'une conscience. Loin d'être une sorte de devoir de propagande, ce roman peu connu, peuplé de personnages solidaires et néanmoins solitaires, est pourtant l'un des plus lucides romans politiques de l'entre-deux guerres, qui n'en manque pas.